# Enslaved: Odyssey to the West
Enslaved: Odyssey to the West is een videospel voor de PlayStation 3 en Xbox 360, uitgebracht in 2010. Het spel is ontwikkeld door Ninja Theory en uitgebracht door Namco Bandai. Het verhaal van het spel is losjes gebaseerd op de Chinese roman De reis naar het westen.

## Verhaal
In Enslaved bevindt de speler zich in het New York van 150 jaar in de toekomst. De stad is vernietigd en overwoekerd door de natuur, en overgenomen door robots. Schrikwekkende gevechtsrobots patrouilleren door de straten om te jagen op de weinige overgebleven mensen.
De speler speelt de rol van Monkey, een woeste spierbundel. Nadat hij ontsnapt is uit een gevangenenschip maakt hij kennis met Trip. Dit is het tweede hoofdpersonage van het spel. Zij is een NPC. De band tussen Monkey en Trip is op zijn minst intrigerend. Na zijn ontsnapping was Monkey even bewusteloos en Trip heeft van dat moment gebruikgemaakt om hem een slavenhoofdband aan te doen. De hoofdband dwingt hem haar orders te volgen en bovendien ontploft de band als Trip zou sterven. Het plan van Trip is dat Monkey haar moet begeleiden tijdens haar tocht naar het dorp waar ze woonde voor ze gevangengenomen werd. Ze belooft Monkey dat ze de hoofdband zal verwijderen als ze daar zijn aangekomen.
Na een zware tocht bereiken ze het dorp, dit is echter verlaten en bovendien ontdekken ze dat de vader van Trip dood is. Hierop verbreekt Trip haar belofte en besluit ze de hoofdband van Monkey niet te verwijderen voor ze wraak heeft genomen.
Met de hulp van Pigsy, een kennis van Trip veroveren ze de Leviathan, een wapen ontwikkeld door de robots. Hiermee trekken ze naar Pyramid waar ze denken de overlevende gevangenen van Trip haar dorp te kunnen bevrijden. Ze ontdekken dat één individu de slaven vasthoudt. Uiteindelijk slaagt Trip er in Pyramid te vernietigen en de slaven te bevrijden.

## Gameplay
De gameplay van Enslaved is een mengeling van vechten en platformen. Je speelt met Monkey en gebruikt zijn fysieke kracht om robots te verslaan en om door de wereld te reizen, een wereld die zodanig is opgebouwd dat je je door zoek-, klauter-, slinger-, en klimwerk een weg zoekt naar het dorp van Trip.
Het tweede hoofdpersonage Trip is niet rechtstreeks bestuurbaar maar speelt toch een rol in de gameplay. Op bevel van de speler kan zij gevaarlijke punten en tegenstanders onthullen die zich verder op bevinden waardoor de speler vervolgens zijn tacktiek kan bepalen. Bovendien kan ze de aandacht trekken van tegenstanders zodat Monkey daar vervolgens zijn voordeel kan uit halen. Een laatste mogelijkheid die Trip geeft is dat Monkey haar naar onbereikbare gedeelten kan gooien zodat ze daar een schakelaar kan bedienen die de weg vrij maakt voor haar metgezel.
Je kan je personage sterker maken via het beproefde RPG systeem. Versla vijanden en je krijgt de mogelijkheid om nieuwe vaardigheden te leren of je gezondheid en je kracht te verbeteren.

## Ontwikkeling
Enslaved werd ontwikkeld door Ninja theory dat eerder al Heavenly sword maakte voor de PlayStation 3. Net als bij dat spel speelde acteur Andy Serkis een grote rol bij de uitwerking van het spel. In Enslaved neemt hij de rollen van Monkey en Pyramid voor zijn rekening.